# محوطه کرند
محوطه کرند مربوط به سده‌های میانه دوران‌های تاریخی پس از اسلام است و در شهرستان دالاهو، بخش مرکز ی، ارتفاعات شمالی شهر کرند غرب واقع شده و این اثر در تاریخ ۲۷ اسفند ۱۳۸۶ با شمارهٔ ثبت ۲۲۵۰۲ به‌عنوان یکی از آثار ملی ایران به ثبت رسیده است.